# 塞勒姆堡 (北卡羅萊納州)
塞勒姆堡（英語：Salemburg）是一個位於美國北卡羅萊納州桑普森縣的城鎮。

## 人口
根據2020年美國人口普查的數據，塞勒姆堡的面積為2.53平方千米，皆為陸地。當地共有人口457人，而人口密度為每平方千米181人。